# 沃尔图诺河畔卡普里亚蒂
沃尔图诺河畔卡普里亚蒂（義大利語：Capriati a Volturno），是意大利卡塞塔省的一个市镇。总面积18平方公里，人口1678人，人口密度93.2人/平方公里（2009年）。ISTAT代码为061014。